# Denkmal am Kellerberg (Blindheim)

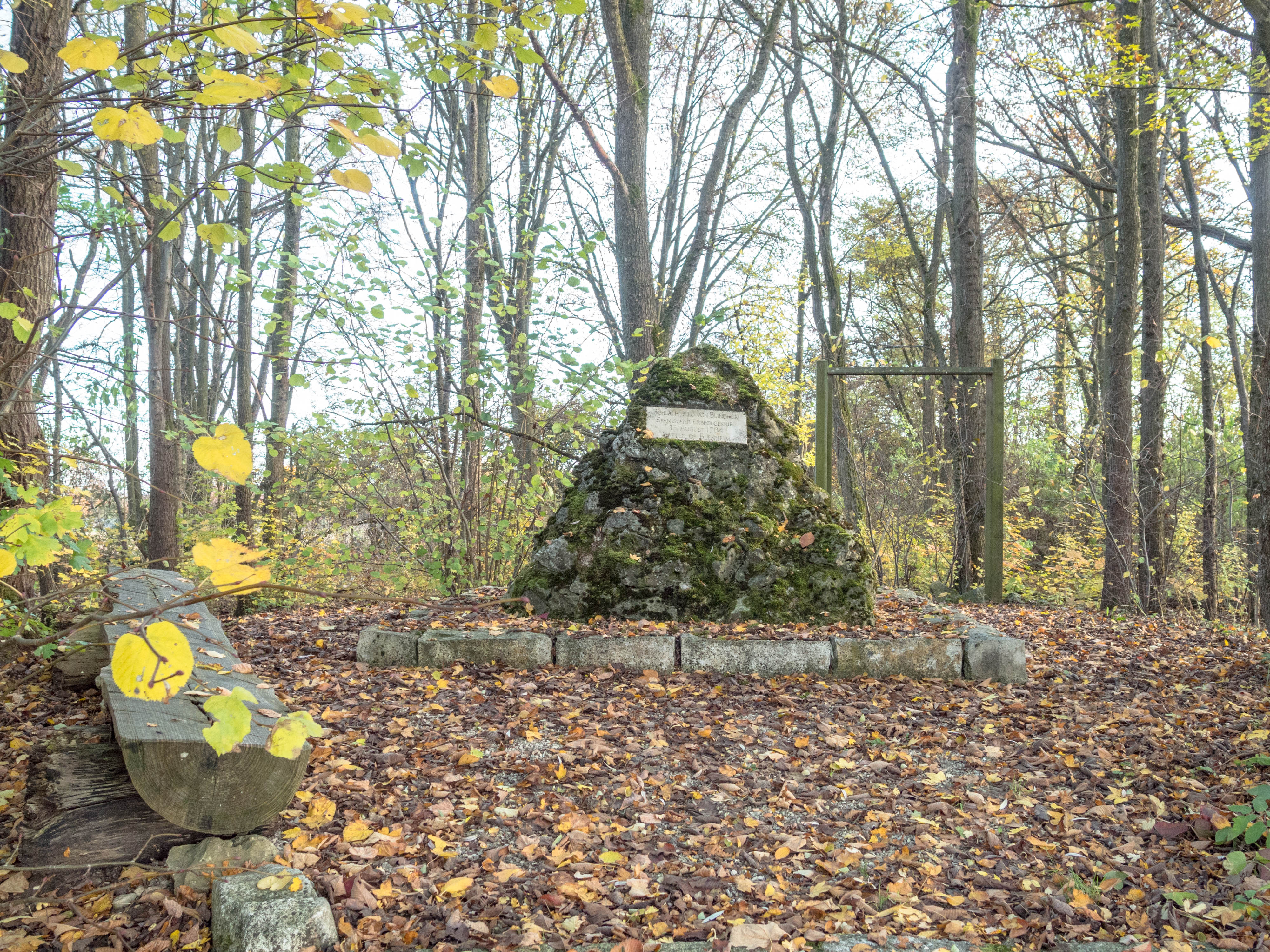
Denkmal am Kellerberg (2015)

Das Denkmal am Kellerberg liegt nordwestlich von Blindheim im bayerischen Landkreis Dillingen an der Donau und erinnert an die im Jahre 1704 geführte Zweite Schlacht bei Höchstädt im Spanischen Erbfolgekrieg. Es ist als Baudenkmal in der Bayerischen Denkmalliste eingetragen. Seine Errichtung erfolgte nach Aussage des Bayerischen Landesamtes für Denkmalpflege in der Zeit um 1900. Von Seiten der Gemeinde Blindheim wird dagegen angegeben, dass das Denkmal aus dem Jahr 1954 stammt.
Anlässlich des Gedenkjahres 2004 wurde das Denkmal saniert und in den von der Stadt Höchstädt zusammen mit den Gemeinden Blindheim und Lutzingen angelegten Denkmalweg integriert.

## Erscheinungsbild

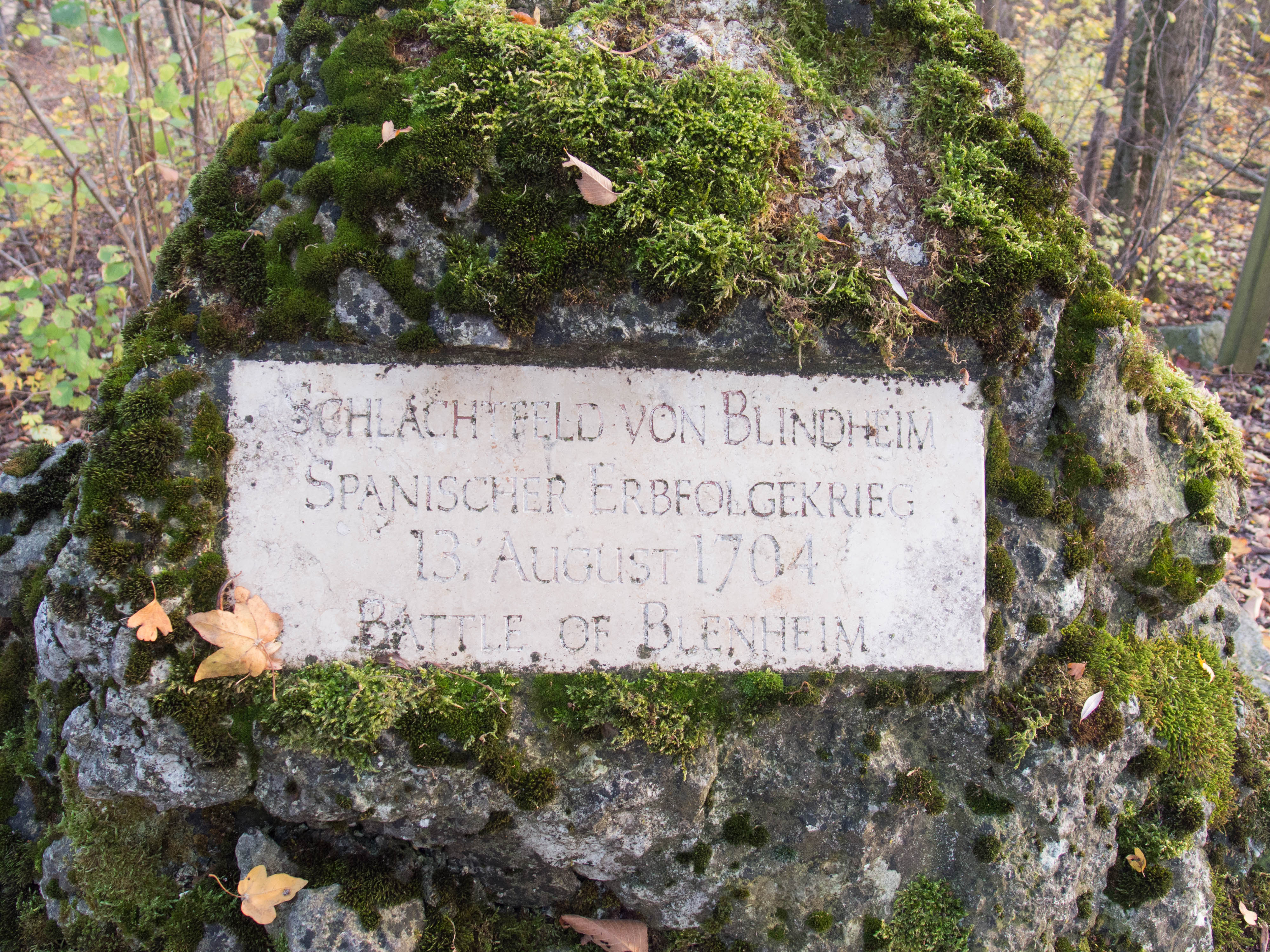
Inschrifttafel

Bei dem Denkmal handelt es sich um einen zu einer Pyramide aufgeschichteten Haufen aus etwa kopfgroßen Jurabruchsteinen, die vermörtelt wurden. Auf der Nordseite ist eine leicht schräg gesetzte Inschrifttafel eingelassen. Sie trägt folgenden Text:

„Schlachtfeld von Blindheim

Spanischer Erbfolgekrieg

13. August 1704

Battle of Blenheim“

Das Denkmal wird von Granitrandsteinen umlaufend eingefasst. Zudem sind einfache Holzbänke als Sitzgelegenheit vorhanden.

## Lage
Das Denkmal liegt unmittelbar neben der Bundesstraße 16 in einem kleinen, dicht bewachsenen Wäldchen am Kellerberg. Vor Ort führen zehn Stufen aus grob behauenen Granitsteinen hinauf zum Denkmal. Erreichbar ist das Denkmal nur zur Fuß oder mit dem Fahrrad über den straßenbegleitenden Geh- und Radweg. Eine Zufahrt oder eine Parkmöglichkeit für Autos gibt es nicht.